# Kazuyoshi Katayama
Kazuyoshi Katayama (片山 一良, Katayama Kazuyoshi) (Prefectura de Kyoto, Japó, 28 d'agost de 1959) és un animador i director japonès que va dirigir les pel·lícules The Big O i King of Thorn.

## Filmografia
- Space Adventure Cobra: The Movie (1982) (animació)
- Nausicaä de la Vall del Vent (1984) (ajudant de direcció i assistent de producció de Hayao Miyazaki)
- Persia, the Magic Fairy (1984) (director)
- Maris the Chojo (1986) (director)
- Magical Idol Pastel Yumi (1986) (director d'episodi)
- Appleseed (1988) (director)
- Doomed Megalopolis (1991) (director)
- Giant Robo (1992) (director d'animació)
- Those Who Hunt Elves (1996) (director de temporada 1)
- Sentimental Journey (1998) (director)
- The Big O (1999) (director)
- Brave King GaoGaiGar Final (2000) (guió)
- Argento Soma (2000) (director)
- Samurai Champloo (2004) (guió)
- Karas (2005) (guió)
- Keroro Gunsō the Super Movie (2006) (key animation)
- Freedom (2006) (guió i director de l'episodi 1)
- Appleseed: Ex Machina (2007) (guió)
- King of Thorn (2009) (director)
- Tiger & Bunny (2011) (guiód)
- Tekken: Blood Vengeance (2011) (guió)
- Hello from the Countries of the World (2015) (director)